# Хворостинин, Михаил Михайлович
Князь Михаил Михайлович Хворостинин — московский дворянин, голова и воевода во времена правления Ивана IV Васильевича Грозного.
Из княжеского рода Хворостинины. Младший сын родоначальника князей Хворостининых — князя Михаила Васильевича по прозванию "Хвороста". Имел старшего брата, окольничего и князя Ивана Михайловича Хворостинина по прозванию "Хабердинский".

## Биография
В 1536 году третий воевода Сторожевого полка в зимнем новгородском и шведском походах. В 1543 году второй воевода Сторожевого полка в Калуге. В 1544 году сорок девятый голова в государевом полку в Казанском походе, под его руководством сто семьдесят детей боярских. В 1550 году упомянут сыном боярским по Коломне. В октябре 1551 года написан двести девяносто первым в третью статью московских дворян. В 1556 году записан в Каширскую десятню среди дворовых детей боярских.
По родословной росписи показан бездетным.